# 魏奉思
魏奉思（1941年11月24日—），四川绵阳人，空间物理学家，中国科学院院士。

## 生平
1963年毕业于中国科学技术大学地球物理系空间物理专业，分配到中国科学院地球物理研究所工作。1980年、1994年先后赴美国天主教大学和德国马普学会高空大气物理所做访问学者。1993年至2002年，创建中国科学院球物理数值开放实验室，并担任“子午工程”总体组组长。1998年至2006年，先后任国际日地物理/太阳行星际联系委员会委员和中国召集人。2002年起，任国家自然科学基金委地球科学部“日地空间环境和空间天气”学科指导与评估小组组长。2017年至今，任哈尔滨工业大学（深圳）空间科学与应用技术研究院院长。

## 荣誉
先后主持国家自然科学基金面上项目、重点项目和重大项目等国家级课题多项，研究成果先后荣获2001年度中国科学院自然科学一等奖（第一完成人）、2002年度国家自然科学二等奖（第一完成人）等。2005年当选中国科学院院士，2007年获何梁何利基金科学与技术进步奖。